# Dějiny ruského státu
Dějiny ruského státu, dříve též Dějiny říše ruské, rusky История государства Российского je dvanáctisvazkové historiografické dílo ruského spisovatele Nikolaje Michajloviče Karamzina.

## Dílo
Autor svou práci započal v roce 1804 a psal ji do své smrti v roce 1826. Kniha je rozdělena do 12 svazků a pojednává o ruských dějinách, a sice od prvopočátků až do roku 1612. Prvních osm svazků vyšlo v roce 1818, kdy Rusko žilo zájmem o vlastní dějiny, vyvolaným nacionalistickým nadšením po dlouhé a vítězné protinapoleonské válce, a tudíž se těšila velké popularitě. Následně vyšly další tři díly a nedokončený dvanáctý díl byl publikován po smrti autora.
Alexandr Sergejevič Puškin napsal, že „všichni, dokonce i dámy z vysokých kruhů, začali číst dějiny své vlasti. Bylo to jako nějaký objev. Jako by Karamzin odkryl staré Rusko podobně, jako kdysi Kolumbus objevil Ameriku”.
Ideolog autokracie, kterou velebil již ve svém předchozím díle O Rusku starém i moderním, z roku 1811, Karamzin „téměř výlučně studoval politické činy panovníků, aniž by věnoval pozornost zbytku národa. Jeho posuzování vládců je často sentimentálně moralistické a jeho základní ideje o vlastnostech autokracie falšují jeho soudy o jednotlivých faktech”.
Pozitivní vlastností díla je jeho chápání ruských dějin „jako jednotný celek“, zatímco Karamzinův moralistický přístup nutně znamenal odsouzení „egoistické a tyranské politiky“ panovníků.